# Richie Ramone
Richie Ramone, pseudonimo di Richard Reinhardt (Passaic, 11 agosto 1957), è un batterista statunitense.
È conosciuto principalmente per essere stato il terzo batterista dei Ramones a partire dal 1984 fino al 1987, in sostituzione momentanea di Marky Ramone, che in quel periodo stava affrontando problemi legati all’abuso di alcol.
È spesso considerato come il batterista più tecnico avuto dai Ramones e anche quello con lo stile più veloce.

## Biografia
Richie è nato a Passaic, nel New Jersey, nel 1957.
Prima di unirsi ai Ramones suonò nei Velveteen e nei The Shirts di Annie Golden. Si unì ai Ramones il 13 febbraio 1983, in un concerto a Utica (New York), sostituendo Marky Ramone, secondo batterista della formazione. Il suo primo impegno con il gruppo fu il Subterranean Jungle tour del 1983 durante il quale firmò autografi con il nome di "Richie Beau", il suo soprannome con i Velveteen.
Gli album dei Ramones sui quali Richie suonò sono Too Tough to Die, Animal Boy, e Halfway to Sanity.
Scrisse varie canzoni con la band: in Too Tough to Die scrisse Human Kind e l'outtake Smash You (presente nella versione rimasterizzata del disco), in Animal Boy scrisse Somebody Put Something in My Drink e nell'album Halfway to Sanity scrisse poi I'm Not Jesus e I Know Better Now.
Dopo 500 concerti e 4 anni e mezzo nei Ramones, Richie tenne il suo ultimo spettacolo con il gruppo il 12 agosto 1987, a East Hampton. Egli non godeva di tutti i diritti degli altri membri del gruppo, dal momento che non riceveva soldi per la vendita del merchandise.
Venne sostituito prima da Clem Burke (aka Elvis Ramone) per due concerti e poi da Marky Ramone che fece il suo ritorno in formazione.
Rimase in contatto con Dee Dee Ramone e collaborò alla realizzazione del suo album hip hop.
Richie fu invitato al funerale di Joey Ramone quando morì di cancro il 15 aprile 2001.
Il 19 maggio 2006, Richie è stato invitato al sesto Joey Ramone Birthday Bash a New York dove ha suonato con la batteria Wart Hog, Somebody Put Something in My Drink ed altri classici dei Ramones.